# Miniopterus sororculus
Miniopterus sororculus é uma espécie de morcego da família Miniopteridae. Endêmica de Madagascar.